# 10132 Lummelunda
10132 Lummelunda è un asteroide della fascia principale. Scoperto nel 1993, presenta un'orbita caratterizzata da un semiasse maggiore pari a 2,2177693 au e da un'eccentricità di 0,1644110, inclinata di 8,06081° rispetto all'eclittica.
L'asteroide è dedicato all'omonimo distretto svedese.